# Margarida de Saboia
Margarida de Saboia-Gênova (em italiano: Margherita Maria Teresa Giovanna di Savoia-Genova; Turim, 20 de novembro de 1851 — Bordighera, 4 de janeiro de 1926) foi a esposa do rei Humberto I da Itália e a primeira rainha consorte da Itália Unificada de 1878 até ao assassinato do marido em 1900. Profundamente religiosa e uma fervorosa nacionalista, apoiou a ascensão de Benito Mussolini e do Partido Nacional Fascista.
A pizza Margherita foi batizada com o seu nome.

## Biografia

### Início de vida
Margarida nasceu no dia 20 de novembro de 1851 no Palácio Chiablese [it] em Turim. Era filha de Fernando, Duque de Gênova, irmão do rei Vítor Emanuel II da Itália, e da princesa Maria Isabel da Saxônia, filha do rei João da Saxônia. Orfã de pai aos quatro anos de idade, viveu longe da corte com sua mãe e seu irmão menor Tomás, Duque de Gênova. A mãe de Margarida, Maria Isabel, na verdade, fora alvo de um "exílio velado" imposto por seu cunhado, o rei Vítor Emanuel II, em virtude de seu casamento morganático com Niccolò, Marquês de Rapallo.
Descrita como loura e bela, a jovem princesa desenvolveu um caráter religioso e conservador, demonstrando notável capacidade de comunicação e grande interesse pelas artes, que lhe renderam considerável popularidade, especialmente entre os italianos mais humildes, pelo seu envolvimento em várias atividades beneficentes e filantrópicas e pelas inúmeras visitas e doações substanciais a hospitais, orfanatos, etc. Entretanto a plebe desconhecia suas reais tendências reacionárias, como seu veemente apoio à repressão ao motim de Milão de 1898 e, mais tarde, à política fascista.

### Casamento

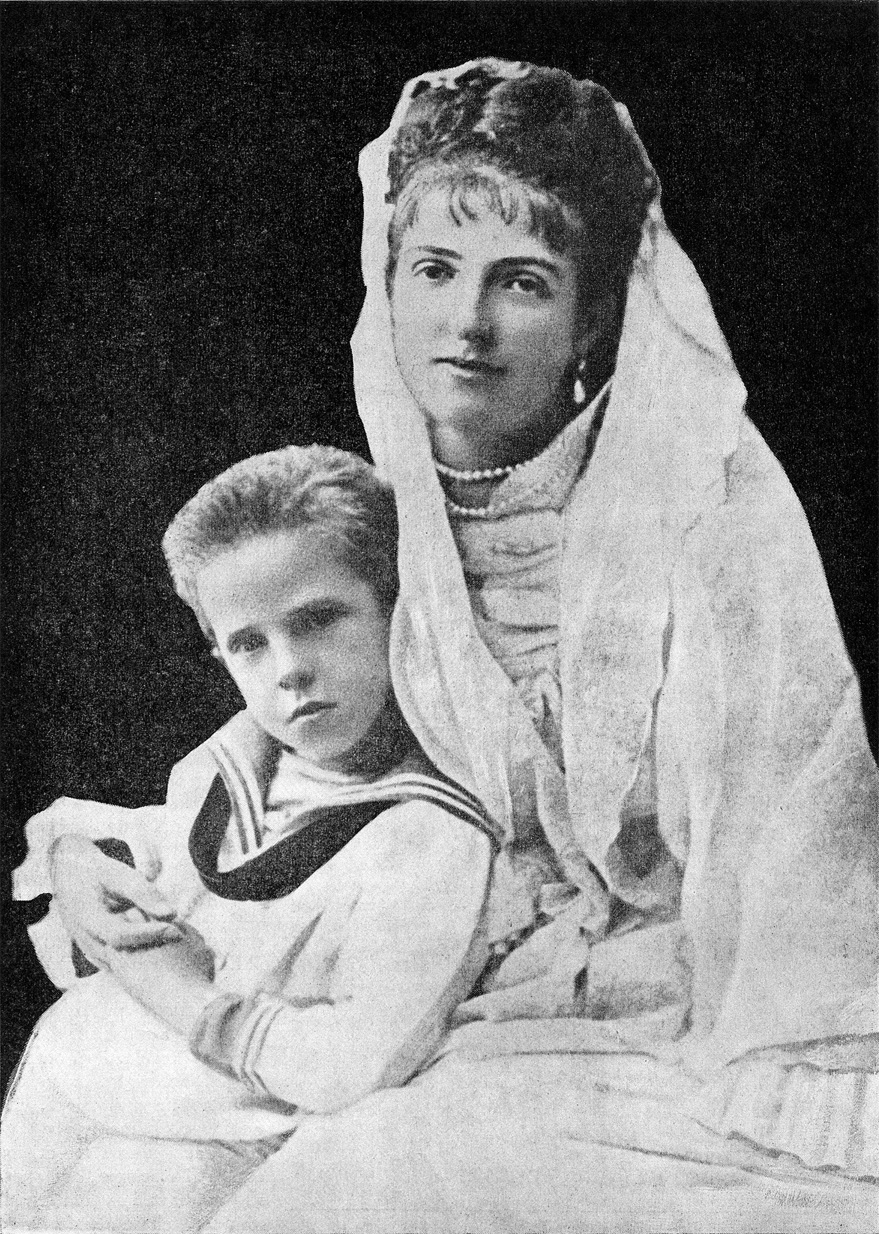
Margarida com seu filho, o futuro rei, em 1876

Após recusar a proposta de casamento do futuro Carlos I da Romênia, Margarida casou-se com seu primo Humberto, então Príncipe do Piemonte e herdeiro do trono italiano. A princesa não estava destinada a tornar-se sua esposa, mas um incidente colocou-a no centro das negociações de matrimônio príncipe-herdeiro. O pai de Umberto, o rei Vítor Emanuel II, já acertara o casamento do filho com a arquiduquesa Matilde da Áustria, filha de Alberto, Duque de Teschen. Porém, Matilde morreu queimada em 1867 num acidente quando tentava esconder um cigarro, não queria que a vissem fumando, nas suas vestes. Com o resultado deste acontecimento, foi decidido o casamento de Humberto com sua prima Margarida. A cerimônia ocorreu em 22 de abril de 1868 no Palácio Real de Turim.
O único filho da casal nasceu em Nápoles em 11 de novembro de 1869, sendo batizado como Vítor Emanuel em homagem ao avô paterno. Vítor Emanuel reinaria de 1900 até 1946 e seria o penúltimo rei da Itália.

### Rainha

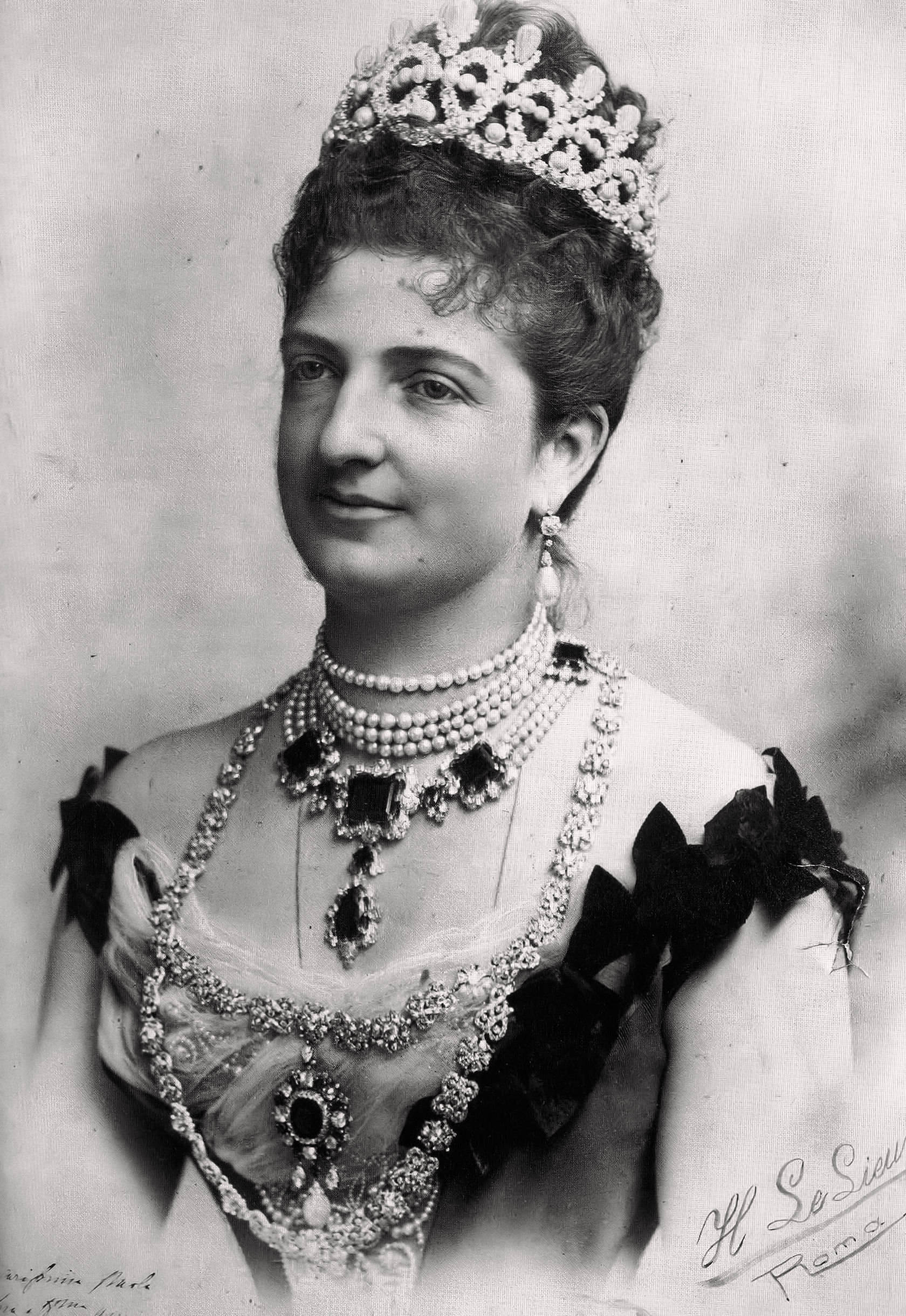
Margarida de Saboia

Em 1878, com a morte de Vítor Emanuel II, Margarida tornou-se a primeira rainha da Itália. Após o término do luto oficial de seis meses pela morte do sogro, acompanhou o marido numa viagem pelo país, onde o charme da jovem rainha conquistou multidões, mesmo daqueles que se opunham à monarquia. Humberto I, no entanto, sofreu a primeira tentativa de assassinato nesta viagem quando, em Nápoles, o anarquista Giovanni Passannante tentou esfaqueá-lo.
Apenas um estreito círculo de cortesãos tinha conhecimento de que a união entre Humberto I e Margarida havia sido um fracasso. O rei mantinha um caso extra conjugal desde 1864 com a duquesa Eugenia Litta Bolognini  - segundo cronistas, foi o grande amor da vida de Umberto. Decepcionada, Margarida chegou mesmo a cogitar a separação, mas resistiu e alimentou durante toda a vida a ficção de um casamento feliz.
A rainha promoveu as artes e a cultura. Foi fundadora do Quinteto de Cordas de Roma, em torno do qual reuniam-se uma vez por semana, no Palácio do Quirinal, grandes nomes da cultura italiana e européia, como Ruggiero Bonghi, Theodor Mommsen, Ferdinand Gregorovius e Giuseppe Martucci.
Praticante do montanhismo, foi a primeira mulher a escalar um dos picos mais altos dos Alpes, o monte Rosa. Em sua homenagem foi construído um abrigo próximo ao topo da montanha que ainda hoje leva o seu nome. O mesmo se passou com o cume  Ponta Margherita [it], nos Grandes Jorasses do maciço do Monte Branco, também nos Alpes.

### Reinado do filho
Em 29 de julho de 1900, o casal real visitava Monza a convite da Società Ginnastica Monzese Forti e Liberi, para premiar atletas participantes de um evento esportivo. Humberto I e Margarida permaneceriam na cidade por alguns dias, antes de partirem em férias para Gressoney-Saint-Jean. Às 22h30min daquele dia, Humberto I sofreu um novo atentado, sendo morto com três tiros. O regicídio foi planejado e executado por Gaetano Bresci, um anarquista toscano que emigrara para os Estados Unidos em 1897 e retornou à Itália para, segundo ele, vingar as mortes causadas pela repressão ao motim de Milão de 1898, comandada pelo general Fiorenzo Bava Beccaris — que viria a ser condecorado por Humberto I após o incidente.
Em 11 de agosto de 1900, seu filho foi proclamado rei, como Vítor Emanuel III.
Margarida morreu em Bordighera, em 4 de janeiro de 1926, aos 74 anos de idade. Seu corpo foi sepultado no Panteão, em Roma.

## Legado
Em 1889, o pizzaiolo Raffaele Esposito, da casa Brandi de Nápoles (pertencente à família da esposa de Raffaele, Maria Giovanna Brandi, desde 1780), foi chamado para preparar uma pizza especial em homenagem ao rei Humberto I e à rainha Margarida. Raffaele, conhecido como "Naso e'Cane" (nariz de cão), apresentou três opções de pizza e a rainha escolheu uma receita que usava as cores da bandeira italiana (verde, vermelho e branco). A rainha gostou muito da pizza e Naso e'Cane pediu a sua permissão para dar a essa pizza o nome Margherita, nome pelo qual é conhecida até hoje.
A cidade Saline di Barletta, na região da Apúlia, foi renomeada Margherita di Savoia, em homenagem a rainha.

## Títulos e honras

Monograma de Margarida

### Títulos e estilos
- 20 de novembro de 1851 – 21 de abril de 1868: Sua Alteza Real, a Princesa Margarida de Saboia
- 21 de abril de 1868 – 9 de janeiro de 1878: Sua Alteza Real, a Princesa do Piemonte
- 9 de janeiro de 1878 – 29 de julho de 1900: Sua Majestade, a Rainha da Itália
- 29 de julho de 1900 – 4 de janeiro de 1926: Sua Majestade, a Rainha Margarida da Itália

### Honras
- Espanha: 722.° Dama Nobre da Ordem da Rainha Maria Luísa - .
- Dama da Ordem da Cruz Estrelada (Primeira Classe)[15]
- Grã-Cruz da Ordem Soberana e Militar de Malta[16]
- Dama da Ordem de Teresa[16]